# Jumanji (animatieserie)
Jumanji is een Amerikaanse animatieserie, gebaseerd op de gelijknamige film. De serie liep drie seizoenen met een totaal van 40 afleveringen. In de Verenigde Staten werd de serie oorspronkelijk uitgezonden van 1996 tot 1999. In Vlaanderen werd de serie uitgezonden op Ketnet van 15 maart 1999 tot en met 29 maart 2001 en werd later herhaald door VT4 bij Webcameraden.
De serie was een productie van Adelaide Productions.

## Verhaal
De serie speelt zich af in een andere continuïteit dan de film. Zo komt Sarah in de serie niet voor. In plaats daarvan spelen enkel Judy, Peter en Alan het spel.
De kinderen Judy en Peter ontdekken op een dag het magische bordspel Jumannji, en beginnen het te spelen. Bij hun eerste beurt worden ze echter het spel ingezogen en belanden in een andere wereld, bestaande uit een jungle. Hier leren ze Alan kennen, een man die al meer dan 20 jaar in het spel opgesloten zit sinds hij het als kind ook begon te spelen. De enige kans voor Judy en Peter om het spel weer te verlaten is het raadsel dat het spel hen heeft gegeven op te lossen.
Judy en Peter slagen hierin en kunnen terugkeren. Alan kan echter het spel niet verlaten omdat hij zijn raadsel nooit gelezen heeft, en dus niet weet wat hij moet doen om weer uit het spel te komen. Daarom keren Judy en Peter regelmatig terug naar Jumanji in de hoop Alan te kunnen helpen, waarbij ze zelf iedere keer ook een raadsel op moeten lossen om het spel weer te kunnen verlaten. Het achterhalen van een manier om Alan uit het spel te krijgen is dan ook een rode draad in de serie. Het drietal komt tegenover vele gevaren in Jumanji te staan, maar ontmoet ook enkele bondgenoten.
Pas in de laatste aflevering slaagt de groep erin om Alan's raadsel te achterhalen en op te lossen, zodat hij ook kan ontsnappen.

## Personages

### Hoofdpersonen
- Alan Parrish – Een man die als kind in Jumanji vast is komen te zitten, en daar sindsdien verblijft. Hij is goed op de hoogte van de gevaren van Jumanji, en helpt Judy en Peter om te overleven. Als kind was hij de zoon van de rijke eigenaar van een schoenenfabriek.

- Judy Shepherd – Peters oudere zus. Ze is slim, maar wordt daar vaak om gepest. Ze is echter wel vaak in staat de raadsels op te lossen.

- Peter Shepherd - Judy's jongere broer. Hij gedraagt zich erg kinderlijk, en probeert de raadsels vaak met valsspelen op te lossen. Hiervoor wordt hij geregeld gestraft door het spel, dat hem dan in een dier verandert.

### Antagonisten
Behalve door roofdieren wordt de jungle van Jumanji ook onveilig gemaakt door meerdere menselijke antagonisten.
- Jager Van Pelt - een jager op groot wild, die zowel op dieren als mensen jaagt. Hij beschouwt de drie protagonisten als zijn ultieme prooi. Hij is meedogenloos en heeft slechte communicatieve vaardigheden.

- J.H. "Trader" Slick - een geslepen handelaar die de protagonisten altijd bizarre spullen probeert te verkopen, waar geregeld iets mee aan de hand blijkt te zijn. Hij is niet altijd even slecht daar de drie protagonisten zijn spullen soms goed kunnen gebruiken.

- Professor J.S. Heinrich Ibsen - een gestoorde professor die namens het spel voor vele gevaren in de jungle zorgt, zoals machines, gemuteerde planten en dieren, en robots. Hij brengt dagelijks verslag uit aan Jumanji zelf.

- Kapitein Ishmael Squint - een zeerover die de zee grenzend aan de jungle bevaart. Hij jaagt continu op een zeemonster genaamd de Draken.

- Stalker - De demonische beschermer van Jumanji. Hij ziet eruit als Magere Hein en kan worden beschouwd als een personificatie van een game over.

- Aston Philips - een hebzuchtige avonturier die zichzelf beschouwt als de grootst en dapperste ontdekkingsreiziger ooit. Hij jaagt op de verschillende schatten en andere waardevolle voorwerpen die in Jumanji verborgen zijn.

- Ludwig Von Richtor - een Duitse jager en een rivaal van Van Pelt.

- Judge - een aapachtige rechter die orde probeert te houden in de jungle.

### Andere personages
- Nora Shepherd - De tante van Judy en Peter, en sinds de dood van hun ouders ook hun voogd. Ze wordt ook een paar maal het spel ingezogen, maar Judy en Peter kunnen haar altijd overtuigen dat het maar een droom was. Ze is een therapeut en krijgt in de serie een relatie met Alan.

- Tribal Bob en de Manji-stam - een inheemse stam uit de jungle van Jumanji. Zij staan op goede voet met Alan, Judy en Peter. Alan en Peter kunnen hun taal spreken.

- Agent Carl Bentley - een politieagent uit de wijk van Judy en Peter.

## Stemcast
- Bill Fagerbakke - Alan Parrish
- Debi Derryberry - Judy Shepherd
- Ashley Johnson - Peter Shepherd
- Sherman Howard - Van Pelt
- Melanie Chartoff - Aunt Nora Shepherd
- Pamela Adlon - Rock
- Richard Allen - Officer Bentley
- Tim Curry - Trader Slick
- William Sanderson - Professor Ibsen

## Afleveringen

### Seizoen 1
1. The Price
2. Bargaining for Time
3. Masked Identity
4. Ransom of Redhead
5. Master Builder
6. No Dice
7. Love on the Rocks
8. The Law of Jumanji
9. Stormy Weather
10. El Pollo Jumanji
11. Perfect Match
12. The Gift
13. Truth or Consequently

### Seizoen 2
1. The Red and the Black
2. Eye of the Sea
3. Brantford: The Game
4. Air Judy
5. The Palace of Clues
6. The Master of the Game
7. Robo-Peter
8. Mud Boy
9. The Magic Chest
10. The Trial
11. The Riddle of Alan
12. Night of the Hunters
13. The Plague

### Seizoen 3
1. The Three Peters
2. Young Alan
3. The Intruder
4. Oh, Grow Up!
5. Return of Squint
6. Armageddon
7. Love Potion
8. Sorceress of Jumanji
9. The Ultimate Weapon
10. Who Am I?
11. Nothing to Fear
12. The Doll
13. An Old Story
14. Good Bye, Jumanji